# أكرم الهمالي
أكرم عياد هو لاعب كرة قدم دولي ليبي معتزل يلعب في مركز مهاجم احترف في عدة فرق من تونس النادي البنزرتي - مستقبل المرسى - و الأولمبي الباجي كما أنه لعب محليا في ليبيا لفرق نادي الاتحاد الليبي - نادي الشط الليبي - نادي الأولمبي الليبي كما أنه اشتغل في التدريب بعد اعتزاله كرة القدم و شغل منصب مساعد مدرب في نادي الاتحاد الليبي لمدة خمسة مواسم متتالية منذ 2010 و حتى تقديمه استقالته في أغسطس من سنة 2015.

## وصلات خارجية
- اللاعب أكرم الهمالي على موقع كووورة.
- سجل أهداف اللاعب لدى موقع كووورة